# Ivan Alekszandrovics Lojko
Ivan Alekszandrovics Lojko (orosz betűkkel: Иван Александрович Лойко; Rubilki. Orosz Birodalom, 1892. február 6. – 1936) hadnagy, az első világháború egyik eredményes vadászpilótája volt, szolgálata során 6 igazolt és 3 igazolatlan légi győzelmet ért el. Lojko az egyik legjobban kitüntetett orosz pilóta, 5 nagyobb katonai kitüntetéssel rendelkezett.

## Élete
Lojko 1892-ben született az Orosz Birodalom Minszki Kormányzóságában, Rubilki faluban.
17 évesen, 1909-ben csatlakozott a hadsereghez, és a gyalogsághoz került. A háború kitörés körül a légierő kötelékébe került, a 30. légi különítményhez, majd később a 9.-hez. 1916. október 2-án szerzett egy légi győzelmet, majd december 27-én ismét nyerni tudott. Ezúttal egy Hansa-Brandenburg C.I-es osztrák-magyar vadászrepülőt győzött le. Sorra aratta légi győzelmeit, köztük 3 igazolatlant is. Utolsót 1917. október 3-án szerezte meg. A háború vége előtt 1917-ben az orosz forradalom hírére leszerelt.
A polgárháborúban a fehérek oldalán vett részt, Vrangel Délorosz Hadseregének légierejében szolgált. 1920-ban, amikor Vrangel hadseregét evakuálták a Krímből, az akkor már ezredesi rendfokozattal rendelkező Lojko elhagyta Vrangel hadseregét. Ezt követően Törökországba ment, majd onnan 1921 januárjában továbbutazott a Szerb-Horvát-Szlovén Királyságba. Ott a királyi repülőiskolán először szerelőként, majd oktatóként dolgozott. 1922-ben szeretett volna csatlakozni a Szerb-Horvát-Szlovén Királyságban az emigráns fehér katonák által megalapított Orosz Tisztek Szövetsége repülő csoportjához. Ott azonban azzal az indokkal, hogy 1920-ban önként elhagyta a délorosz hadsereget, elutasították jelentkezését.
Az 1923-ban az egykori fehér katonák számára meghirdetett amnesztia hatására egy ellopott szerb repülőgépen visszatért a Szovjetunióba. Hat évet szolgált a Vörös Hadsereg boriszogelbszki repülőiskolájában oktatóként. 1929-ben azonban mint ellenséges elemet az OGPU letartóztatta és bebörtönözte. Az utolsó adatok Lojkóról 1936-ból valók, amikor még életben volt a Vajgacs-szigeten lévő büntetőtáborban. További sorsa ismeretlen.

## Légi győzelmei
| Sorszám     | Dátum                | Egység         | Repülőgépe  | Ellenfele             |
| ----------- | -------------------- | -------------- | ----------- | --------------------- |
| 1           | 1916. október 26.    | 9. különítmény | Nieuport 11 | EA                    |
| 2           | 1916. december 27.   | 9. különítmény | Nieuport 11 | Hansa-Brandenburg C.I |
| Igazolatlan | 1917. július 18.     | 9. különítmény | Nieuport 17 | Two-Seater            |
| 3           | 1917. szeptember 4.  | 9. különítmény | Nieuport 17 | Two-Seater            |
| 4           | 1917. szeptember 6.  | 9. különítmény | Nieuport 17 | Two-Seater            |
| Igazolatlan | 1917. szeptember 7.  | 9. különítmény | Nieuport 17 | Two-Seater            |
| Igazolatlan | 1917. szeptember 8.  | 9. különítmény | Nieuport 17 | Two-Seater            |
| 5           | 1917. szeptember 12. | 9. különítmény | Nieuport 17 | Hansa-Brandenburg C.I |
| 6           | 1917. október 3.     | 9. különítmény | Nieuport 23 | EA                    |

## Lásd még
- Oroszország történelme
- Első világháború
- Az Orosz Birodalom első világháborús ászpilótái